# Jan Maziakowski
Jan Maziakowski (ur. 25 sierpnia 1915 w Buszcze koło  Tarnopola, zm. 24 października 1976 w Szczecinie) – członek Tajnej Organizacji Wojskowej „Gryf Pomorski” w Starogardzie Gdańskim, ps. „Lwów”. Więzień niemieckigo nazistowskiego obozu koncentracyjnego KL Stutthof. Po wojnie księgarz-antykwariusz, tłumacz, poliglota, społecznik, organizator życia muzycznego Szczecina.

## Życiorys
Przed wojną przeprowadził się ze Lwowa do Starogardu Gdańskiego. W czasie II wojny światowej został zaprzysiężony przez Artura Pillara, komendanta powiatowego Tajnej Organizacji Wojskowej „Gryf Pomorski” w Starogardzie Gdańskim, jako członek Gryfa Pomorskiego, przybierając pseudonim „Lwów”. W organizacji odbierał przysięgi od nowo przyjętych uczestników ruchu oporu. Powierzono mu także obsługę tajnej radiostacji. Aresztowany, więziony i torturowany przez Gestapo, został w lutym 1944 roku zesłany do obozu koncentracyjnego KL Stutthof (numer obozowy 33683), gdzie przebywał do dnia wyzwolenia obozu.
W Polsce powojennej związał się z partią PSL – odłam mikołajczykowski. Wraz z Leonem Smużyńskim założył i został Sekretarzem społecznej organizacji Związek Byłych Więźniów Ideowo-Politycznych czasów wojny 1939/45, która w 1949 roku została rozwiązana i wcielona w kontrolowany centralnie przez władze partyjne Związek Bojowników o Wolność i Demokrację (ZBoWiD).
W wyniku prowadzenia działalności politycznej, inwigilowany i aresztowany przez Urząd Bezpieczeństwa Publicznego. Na czas wyborów w 1947 roku został aresztowany i osadzony w więzieniu w Starogardzie Gdańskim. Po kilku miesiącach pobytu w więzieniu został zwolniony w 1947 roku w wyniku amnestii.
Po wypuszczeniu z więzienia i otrzymaniu nieformalnego zakazu pracy na terenie Pomorza Gdańskiego, zmuszony został do wyjazdu osiedlając się w Szczecinie. W kwietniu 1947 roku rozpoczął pracę w Spółdzielni Wydawniczej „Polskie Pismo i Książka”, zorganizowanej przez grupę byłych więźniów politycznych (m.in. przez współwięźnia niemieckich obozów koncentracyjnych i przyjaciela, Leona Królaka). Objął funkcję Sekretarza Redakcji pisma „Szczecin. Tygodnik Miasta Morskiego”, wydawanego przez Spółdzielnię „Polskie Pismo i Książka”. (Pismo „Szczecin. Tygodnik Miasta Morskiego” było kontynuacją pisma „Pionier Szczeciński”. W 1947 roku zmieniło nazwę na „Szczecin. Tygodnik Pomorza Zachodniego”, a w czerwcu 1948 roku na „Tygodnik Wybrzeża”.) Następnie objął funkcję kierownika księgarni należącej do Spółdzielni Wydawniczej „Polskie Pismo i Książka”, mieszczącej się w locum przy Pl. Hołdu Pruskiego 8 w Szczecinie.
W 1950 roku Spółdzielnia Wydawnicza „Polskie Pismo i Książka” i jej księgarnie przejęte zostały przez przedsiębiorstwo państwowe Dom Książki. Był wieloletnim kierownikiem jedynej w latach PRL-u księgarni-antykwariatu w Szczecinie. Pierwsza księgarnia-antykwariat w Szczecinie ulokowana była w budynku naprzeciw Bramy Królewskiej (obok wydawnictw Kurier szczeciński i Głos szczeciński), przy Pl. Hołdu Pruskiego 8. Kolejne: przy ul. Parkowej (skrzyżowanie ul. Szarotki), następnie przy alei Wyzwolenia (nieopodal Placu Żołnierza), następnie przy alei Niepodległości i ostatni lokal – na alei Wyzwolenia (vis-a-vis siedziby LOT-u).
Założyciel Szczecińskiego Koła Polskiego Związku Esperantystów (1956) i dożywotni honorowy prezes (1957–1976)
Współzałożyciel Ogniska Muzycznego w Szczecinie (1960).
Korespondent „Kuriera szczecińskiego” (1953–1963). Wyróżniony i nagrodzony (1954).
W latach 1957–1976 tłumacz przysięgły języków: łacińskiego, niemieckiego, rosyjskiego, ukraińskiego, białoruskiego, angielskiego i francuskiego. Lingwista-amator i poliglota. Władał ponadto językami: esperanto, greką, holenderskim, portugalskim, hiszpańskim.
Wieloletni ławnik szczecińskiego sądownictwa (1956–1973).
Zmarł 24 października 1976 w Szczecinie. Został pochowany na cmentarzu Centralnym w Szczecinie.

## Ordery i odznaczenia
- Odznaka Strzelecka Związku Strzeleckiego (1939)
- Order Krzyża Grunwaldu (1957)
- Medal Zwycięstwa i Wolności (1957)
- Krzyż Partyzancki (1959)
- Nagroda Wydziału Kultury Miejskiej Rady Narodowej w Szczecinie „w zakresie upowszechniania kultury na terenie naszego miasta” (1963)
- Krzyż Armii Krajowej (1970)
- Odznaka Honorowa Gryfa Pomorskiego
- Odznaczenie Ministra Kultury „Wzorowy księgarz – I Klasy” (1975)